# Candelarhynchus padillai
Candelarhynchus padillai è un pesce osseo estinto, appartenente agli aulopiformi. Visse nel Cretaceo superiore (Turoniano, circa 93 - 90 milioni di anni fa) e i suoi resti fossili sono stati ritrovati in Sudamerica.

## Descrizione
Questo pesce possedeva un corpo allungato e snello, terminante in un muso dalle mascelle sottili e allungate. Candelarhynchus differiva da altri animali simili quali Dercetis a causa di una combinazione di caratteristiche, tra cui la mancanza di scudi lungo i fianchi, la presenza di un singolo paio di processi traversi associati alle vertebre addominali, una singola fila di piccoli denti conici sull'osso dentale e sulla mascella, una premascella priva di denti ornamentata con striature longitudinali pronunciate e sporgente ben oltre il margine anteriore dell'osso dentale, e grandi pinne pettorali poste in alto sui fianchi. 

## Classificazione
Candelarhynchus è un membro dei Dercetidae, una famiglia di pesci aulopiformi predatori, tipici del Cretaceo e dal corpo allungato. Secondo un'analisi filogenetica, Candelarhynchus sembrerebbe essere strettamente imparentato con Hastichthys, del Cretaceo superiore di Israele. Ciò indicherebbe una stretta connessione faunistica tra la sponda orientale e quella occidentale della Tetide. 
Candelarhynchus padillai venne descritto per la prima volta nel 2017, sulla base di un fossile ritrovato in Colombia in terreni del Turoniano. 